# Misfits (The Kinks)
Misfits è un album discografico del gruppo rock britannico The Kinks, pubblicato nel 1978 dall'Arista Records.

## Tracce
Lato 1
1. Misfits - 4:41
2. Hay Fever - 3:32
3. Live Life - 3:49
4. A Rock 'N' Roll Fantasy - 4:58
5. In a Foreign Land - 3:03

Lato 2
1. Permanent Waves - 3:47
2. Black Messiah - 4:08
3. Out of the Wardrobe - 3:35
4. Trust Your Heart - 4:11
5. Get Up - 3:22

## Formazione
The Kinks
- Ray Davies: voce, chitarra, pianoforte, sintetizzatori
- Dave Davies: chitarra solista, voce (voce solista in Trust Your Heart)
- Mick Avory: batteria eccetto dove indicato
- Andy Pyle: basso eccetto dove indicato
- John Gosling: piano, organo, sintetizzatore
- John Dalton: basso in In a Foreign Land

Musicisti aggiuntivi
- Ron Lawrence: basso in Live Life, A Rock & Roll Fantasy e Get Up
- Nick Trevisik: batteria in Trust Your Heart, A Rock & Roll Fantasy e Get Up
- Zaine Griff: sovraincisioni di basso
- Clem Cattini: sovraincisioni di batteria
- John Beecham: trombone in Black Messiah
- Nick Newall: clarinetto in Black Messiah
- Mike Cotton: tromba in Black Messiah